# John David Main Smith
John David Main Smith war ein britischer Chemiker. Meist „John D. Main Smith“ zitiert. Main Smith ist der Nachname, weswegen er auch Main-Smith zitiert wird.

## Biografie
Er studierte in London mit dem Bachelor-Abschluss und wurde an der University of Birmingham in Chemie promoviert, wo er danach Forschungsassistent bei Gilbert Thomas Morgan war. Im Jahr 1924 arbeitete er an der University of Birmingham.
Wie sein Biograph Eric Scerri schrieb ist Smith heute noch weitgehend unbekannt, er leistete aber 1924/25  interessante, wenn auch damals wenig beachtete Beiträge zur Atomphysik im Bohrschen Modell. Das war darauf zurückzuführen, dass er in der Zeitschrift Chemistry & Industry veröffentlichte, die Physiker nicht lasen, er fand aber auch bei den Chemikern geringe Resonanz. Seine Erkenntnisse wurden unabhängig auch von Edmund Stoner (damals Student in Cambridge) wiedergefunden, dessen Beitrag zwar auch zeitweise in der Wissenschaftsgeschichte vergessen wurde, damals aber zum Beispiel Einfluss auf Bohr, Arnold Sommerfeld und Wolfgang Pauli (Ausschließungsprinzip) hatte. Aus der Anordnung der Elemente im Periodensystem folgerte Smith, dass das symmetrische Bild der Elektronenschalen von Niels Bohr so nicht stimmen konnte. Stattdessen begann jede Schale nach Smith mit einer Unterschale mit 2 Elektronen (später s-Orbitale genannt) und die zweite Schale hatte Unterschalen mit 2, 2 und 4 Elektronen statt wie Bohr annahm zwei mit je 4 Elektronen. Jede Untergruppe einer Schale hatte maximal {\displaystyle 2(2l+1)} Elektronen (mit {\displaystyle l} dem Drehimpuls). Er veröffentlichte ein Buch über Atomphysik und Chemie und korrespondierte 1924 auch darüber mit Arnold Sommerfeld.
Er kannte auch den Effekt des inerten Elektronenpaares.
An anderer Stelle (in einer Veröffentlichung 1927) irrte er, so glaubte er, dass in der 7. Periode, von der Uran, Thorium, Actinium, Protactinium und Radium bekannt war, nur 18 und nicht 32 Elemente liegen würden wie in der 6. Gruppe (das änderte sich erst durch Glenn Seaborg in den 1940ern).
Für Scerri ist Main Smith ein Beispiel für die bedeutende Rolle kleiner, weniger bekannter Wissenschaftler in der Entwicklung der Wissenschaften neben der der allen bekannten Koryphäen.
Später war er Chemiker (Principal Scientific Officer) bei der Royal Aircraft Establishment in Farnborough und erfand im Zweiten Weltkrieg ein Verfahren, Nebel und Smog von Flugplätzen zu beseitigen (FIDO, Fog Investigation and Dispersal Operation). Dazu wurde entlang der Landebahn Gas entflammt, das aus kleinen Löchern in Rohren austrat.
Er war auch Examiner an der Universität London. Von ihm stammen Beiträge zur Encyclopaedia Britannica.

## Schriften
- Chemistry and Atomic Structure, Ernest Benn, London, 1924, Archive
- Periodic classification and atomic structures of the elements from "Chemistry and atomic structure." Benn, London, 1925.
- zusammen mit Aeronautical Research Council (Great Britain): Chemical solids as diffusible coating films for visual indications of boundary-layer transition in air and water. H.M.S.O., London, 1954.